# Niederpesterwitz
Niederpesterwitz ist eine Gemarkung im Stadtteil Potschappel der sächsischen Großen Kreisstadt Freital im Landkreis Sächsische Schweiz-Osterzgebirge.

## Geographie
Niederpesterwitz liegt nordöstlich des Freitaler Stadtgebietes. Im Norden liegt Pesterwitz, im Süden Potschappel und im Westen schließen sich Döhlen und Zauckerode an. Die Gemarkung liegt teils auf dem „Sauberg“.

## Geschichte
Niederpesterwitz entstand um 1800, als sich Bergleute im Pesterwitzer Grund östlich des Burgwartsberges ansiedelten. Die Kirchenbücher von Pesterwitz nennen dazu mehr als 30 Familien namentlich, die aus den Regionen um Altenberg (Erzgebirge), Johanngeorgenstadt und Freiberg zugewandert sind.
Die ersten Häuser wurden bis 1806 als „unter dem Burgwartsberg“ oder „die neuen Häuser unter Pesterwitz“ bezeichnet, bis nach 1822 als „unter Pesterwitz“. Ab 1834, zu jener Zeit gab es bereits 20 Häuser mit 220 Personen, ist der Name „Niederpesterwitz“ nachweisbar.
1816 lag die Verwaltungszugehörigkeit beim Amt Dresden. Bis 1834 bildete Niederpesterwitz gemeinsam mit Oberpesterwitz das Dorf Pesterwitz und gehörte zur Grundherrschaft des Rittergutes Pesterwitz. Von 1856 bis 1875 war Niederpesterwitz dem Gerichtsamt Döhlen (Freital) zugeordnet, später der Amtshauptmannschaft Dresden.
Als Folge des fortschreitenden Landesausbaus und der damit verbundene Zunahme der Bevölkerung wurde Niederpesterwitz territorial und administrativ 1915 mit Potschappel vereinigt und ging mit diesem 1921 in die neu gegründete Stadt Freital ein. Niederpesterwitz existiert seitdem nur noch als Gemarkung.

### Entwicklung der Einwohnerzahl
| Jahr | Einwohner |
| ---- | --------- |
| 1834 | 222       |
| 1871 | 961       |
| 1890 | 1006      |
| 1910 | 1012      |

## Persönlichkeiten

### Söhne und Töchter der Gemeinde
- Walter Henke (* 10. Januar 1905 in Niederpesterwitz; † 1991 in Freital), Schachkomponist
- Siegfried Mühle (* 23. April 1937 in Niederpesterwitz, Kirchweg 6), Militärwissenschaftler und Genealoge, Friedrich-Engels-Preisträger
- Georg Prezewowsky (* 11. Januar 1895 in Niederpesterwitz, Uhlandstraße 8; † 1972 in Berlin), Musikdozent, Kantor und Organist an der Auferstehungskirche (Dresden)
- Willi Schneider (* 27. Februar 1894 in Niederpesterwitz; † 1944 im Zuchthaus Waldheim), antifaschistischer Widerstandskämpfer